# 차세대소형위성 2호
차세대소형위성 2호는 대한민국의 카이스트 인공위성연구소가 개발한 소형 위성으로, 2023년 5월 25일 누리호에 실려 발사되었다. 주요 임무는 지상 탐지와 지구 인근의 우주방사선 측정이다.

## 발사
2023년 5월 25일 오후 6시 24분, 누리호에 실려 발사되었다. 목표 궤도에 성공적으로 안착한 후, 한국과학기술원 인공위성연구소 지상국과 양방향 교신에 성공하였다.
오후 7시 7분 남극의 세종과학기지에서 최초로 위성신호 수신이, 오후 7시 58분 대전 지상국을 통한 초기 교신이 이루어졌으며, 26일 새벽 대전 및 해외 지상국을 통한 7차례 추가 교신이 이루어졌다. 이 교신에는 위성의 원격검침 정보 수신과 위성 자세의 정상적 태양 지향 상태 여부 점검 등이 포함된다. 교신을 통하여 명령 데이터 처리계 기능, 통신계 송수신 기능이 정상임을 확인하였다.
차세대소형위성 2호는 2년간 태양동기궤도에서 지구를 하루에 약 15바퀴 돌면서 지상 탐지와 지구 인근 우주방사선 측정 등 주요 임무를 수행하게 된다.

## 임무

### 우주방사선 측정
차세대 소형위성 2호의 윗면에는 한국천문연구원(KASI)이 개발한 근지구 우주방사선 측정 장비인 레오도스(LEO-DOS)가 탑재되어 있다. 주요 제원은 무게 1.7kg, 길이 19cm, 폭 8.5cm, 높이 14.4cm이다.
레오도스에는 하전입자와 중성자를 측정하는 장치가 탑재되어 있다. 레오도스의 주요 임무는 지구 주변 중성자와 하전입자들의 에너지 분포와 시간에 따른 변화량 측정이다. 우주정거장 바깥에서 우주인이 활동할 때 우주방사선으로부터 얼마나 심각한 영향을 받는지 정밀하게 측정하고 중성자가 인체에 끼치는 영향을 밝힐 수 있는 데이터를 제공하는 기능이 들어있다. 또한, 태양 활동 주기에 따른 우주방사선의 변화와  지구 주변 우주환경에 미치는 영향을 탐색하는 역할을 수행할 예정이다.

### 시험관측
발사 후 3개월간 초기 운영을 통하여 위성본체·탑재체·지상국 전반에 걸친 기능 점검과 시스템 안정화·시험관측 등을 수행하였다. 또한, 장착되어 있는 관측장비인 소형 X-대역 영상레이다(SAR)를 통하여 북극해·백두산 등을 촬영한 사진과 영상 등을 지구로 전송하였다.